# Harlan Anderson
Harlan Anderson (Freeport (Illinois), 15 de outubro de 1929) é um engenheiro e empresário estadunidense.
É co-fundador da Digital Equipment Corporation (DEC). Dentre outras instituições notáveis às quais já foi associado inclui-se o Laboratório Lincoln do Instituto de Tecnologia de Massachusetts, onde foi membro da equipe técnica. Também foi diretor de tecnologia da Time Warner, onde foi elemento chave na avaliação do fututo da mídia impressa durante o domínio explosivo da televisão, muito antes da invenção da Internet. Anderson foi um administrador do Instituto Politécnico Rensselaer durante 16 anos. É membro do Conselho Consultivo da Faculdade de Engenharia da Universidade de Illinois. É um administrador da Orquestra Sinfônica de Boston.

## Educação
Anderson frequentou a Universidade de Illinois no início da década de 1950, onde interessou-se por computadores. Fez cursos de programação para o computador ILLIAC I, que estava sendo construído nesta época. Os cursos foram conduzidos pelo pioneiro em computação David Wheeler, do Laboratório de Computação da Universidade de Cambridge. Graduou-se em engenharia física em 1951, com mestrado em física em 1952.

## Obras
- "Learn, Earn & Return:  My Life as a Computer Pioneer". Autobiografia